# Межозёрный (Новосибирская область)
Межозёрный — упразднённый посёлок в Барабинском районе Новосибирской области. На момент упразднения входил в состав Козловского сельсовета. Исключен из учётных данных в 1978 году.

## География
Посёлок располагался в центральной части района, между озёрами Чёрное и Рандово, в 7 км к юго-западу от села Новокозловское.

## История
В 1976 г. Указом президиума ВС РСФСР посёлок фермы № 4 совхоза «Козловский» переименован в посёлок Межозёрный.
Решением Новосибирского облисполкома от 30.05.1978 г. № 332 посёлок Межозёрный исключен из учётных данных.

## Инфраструктура
Основа экономики — сельское хозяйство .